# トレブニェ
トレブニェ(Trebnje)は、スロベニアの市である。